# Dni chwały (film 1944)
Dni chwały (ang. Days of Glory) – amerykański dramat wojenny z 1944 roku w reżyserii Jacques’a Tourneura z Tamarą Toumanovą i Gregorym Peckiem w rolach głównych.
Jest to debiut filmowy Gregory’ego Pecka. W napisach wyszczególniono, że jest to również debiut filmowy Marii Palmer, Hugo Haasa i Tamary Toumanovej, choć już wcześniej pojawiali się w filmach.
W 1945 roku Vernon L. Walker, James G. Stewart i Roy Granvill zostali nominowani do Oscara w kategorii najlepsze efekty specjalne.
Roboczy tytuł filmu brzmiał This Is Russia.

## Obsada
- Tamara Toumanova –  Nina Iwanowa
- Gregory Peck – Vladimir
- Alan Reed – Sasza
- Maria Palmer – Jelena
- Lowell Gilmore – Siemion
- Hugo Haas – Fedor
- Dena Penn – Olga
- Glen Vernon – Mitja
- Igor Dolgoruki – Dmitri
- Edward L. Durst – Pietrow
- Lou Crosby – Johann Staub

## Fabuła
Akcja filmu rozgrywa się podczas II wojny światowej. Rosyjska tancerka baletowa, Nina Iwanowa (Tamara Toumanova) oddziela się od grupy występującej dla żołnierzy walczących na froncie. Odnajdują ją partyzanci i zabierają do swojej kryjówki, gdzie poznaje Vladimira (Gregory Peck), charyzmatycznego przywódcę, którego grupa działa za liniami wroga niedaleko Tuły. Początkowo ludzie nie wiedzą co o niej myśleć, gdyż dziewczyna nie potrafi walczyć ani nawet gotować. Są jednak oczarowani jej urokiem.
Pewnego dnia partyzanci łapią niemieckiego żołnierza, który natknął się na ich kryjówkę. Podczas przesłuchania Vladimir mając dość jego kłamstw, chce go zastrzelić, lecz Siemion (Lowell Gilmore) przekonuje go, by dał jeńcowi jeszcze trochę czasu do namysłu. Nocą Niemiec próbuje uciec, ale zostaje zastrzelony przez Ninę, która tym czynem zyskuje sobie akceptację grupy. Vladimir postanawia więc zabrać ją na prawdziwą akcję, której celem jest zniszczenie niemieckiego pociągu z amunicją. Po podłożeniu ładunków wybuchowych i ukryciu się przed wrogim patrolem, Vladimir całuje dziewczynę. Chociaż jest ona w nim zakochana, nie potrafi zrozumieć dlaczego jest taki bezwzględny. Okazuje się, że przed wojną był on dumnym inżynierem, który pomógł zbudować tamę dostarczającą elektryczność. Po niemieckim ataku na ZSRR, był zmuszony ją zniszczyć, aby nie wpadła w ręce wroga.
Jakiś czas później Vladimir musi wysłać wiadomość do centrali. Żeby zmniejszyć ryzyko niepowodzenia, decyduje się powierzyć to zadanie Jelenie (Maria Palmer). Jest ona jedyną obok Niny kobietą w grupie oraz wprawnym snajperem. W trakcie przeprawy zostaje zabita przez Niemców, więc Vladimir zostaje zmuszony skorzystać z pomocy Niny. Wraz z nią wysyła nastoletniego Mitję (Glen Vernon). Po powrocie udają się na spotkanie z Vladimirem z wiadomością, że długo oczekiwany rosyjski kontratak rozpocznie się nazajutrz. Jednakże jeden z niemieckich oficerów niespodziewanie konfiskuje dom, w którym ukrywa się mężczyzna. Mitja chcąc odwrócić uwagę od przywódcy partyzantów i nie dopuścić do jego odnalezienia, pluje Niemcowi w twarz. Za karę zostaje aresztowany i zabrany na przesłuchanie. Nina błaga Vladimira, by mu pomógł, jednak ten nie chce narażać zbliżającej się operacji. Ponieważ chłopak nie chce wydać swoich towarzyszy zostaje publicznie powieszony.
Vladimir tymczasem mobilizuje wszystkich miejscowych partyzantów do walki, którzy mają zaatakować wrogie jednostki, a następnie się wycofać, żeby odciągnąć niemieckie rezerwy. Dzięki temu nacierające wojska rosyjskie napotkają mniejszy opór. W bohaterskiej walce ginie wielu partyzantów, w tym także Vladimir i Nina.